# Économie des Palaos
 (mai 2013).

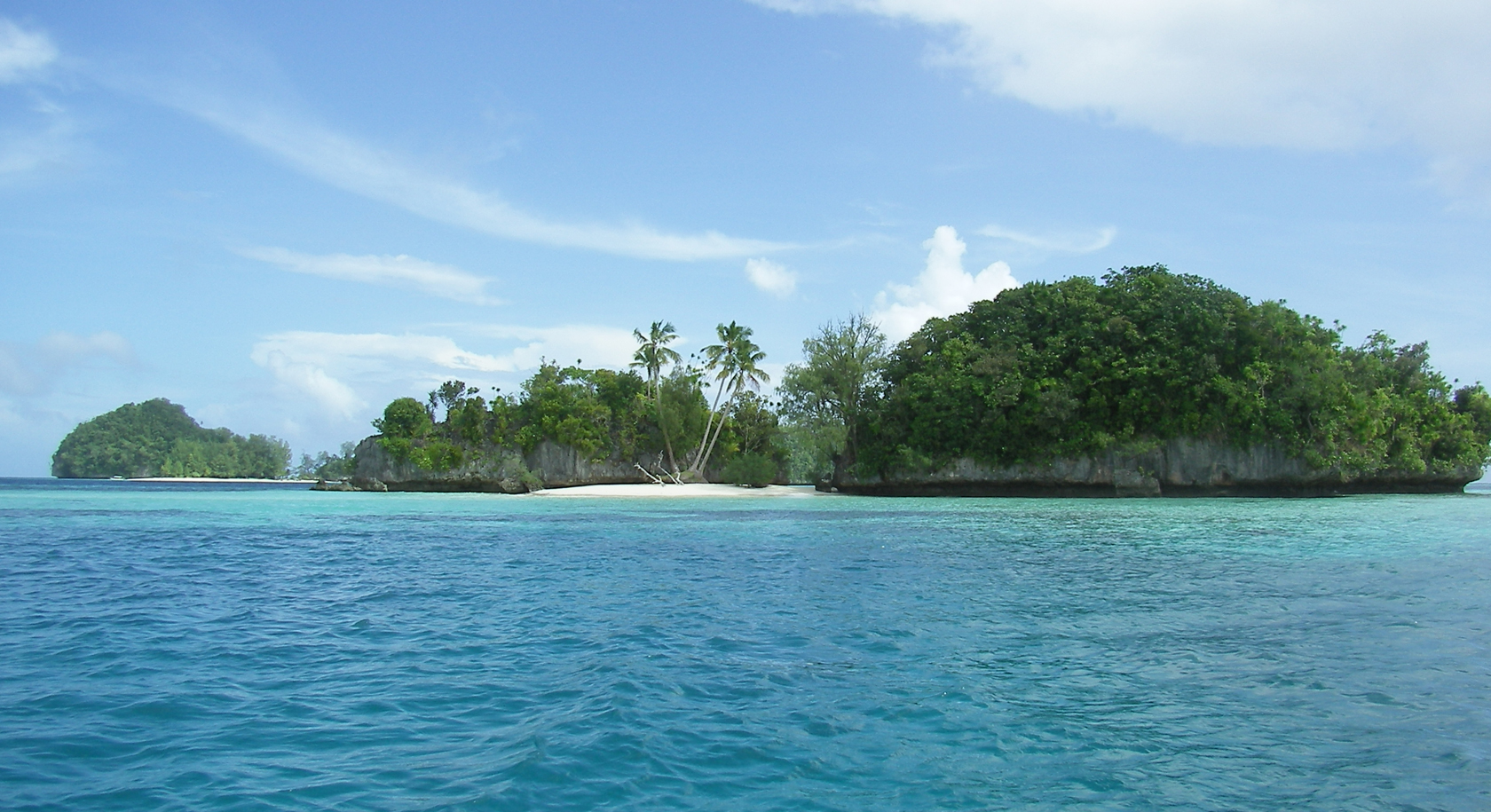
Rock Islands à Palau, site qui a aidé à promouvoir le tourisme du pays.

L'économie des Palaos est construite depuis la seconde moitié du 20e siècle autour du tourisme qui attire beaucoup de plongeurs, d’une agriculture de subsistance et de la pêche. Le gouvernement emploie la grande majorité des actifs et dépend principalement de l’aide économique d'autres pays, comme les États-Unis, puisque les aides que le gouvernement reçoit représentaient 20% du PIB en 2014, selon le Département d’État américain. 123 000 personnes ont visité le pays en 2017. En 2001, la population avait un PNB par hab. de 9 000 $ (2001, CIA), soit deux fois plus que les Philippines et la plupart des pays micronésiens ; en 2020, selon le FMI, le PNB par habitant s'élevait à 14 732dollars américains. 

Contexte géographique des enjeux économiques des Palaos.

D’importants investissements étrangers dans le secteur du tourisme ont été réalisés, grâce au développement des lignes aériennes du Pacifique et la prospérité des pays d’Asie de l'Est.
Les exportations du pays représentent 18 millions de dollars (surtout du thon et du cuivre ; 2000, CIA). Les importations représentent 99 millions de dollars (surtout des équipements industriels et de l’énergie ; 2000, CIA). Leurs principaux partenaires économiques sont les États-Unis, le Japon, Singapour et Guam.
Une mine de bauxite, la seule importante dont disposait l'empire du Japon, est exploitée entre la Première Guerre mondiale et 1944 à Ngardmau.

## Débats sur les choix économiques
En 2004, seuls Continental Micronesia et des vols charters du Japon et de Taïwan desservent l’aéroport de Koror. Une compagnie nationale est en projet, mais aucune date n’est vérifiable. Les lois restrictives du pays sur le développement d’hôtels étrangers n’ont laissé s’implanter qu’un seul hôtel de standing international dans le pays, le Pan-Pacific Resort.
Le gouvernement de Tommy E. Remengesau veut développer d’autres secteurs (notamment l’agriculture et l’aquaculture) pour ne pas devenir un « second Guam ». En effet, le principal atout touristique de Palau est son littoral très peu pollué et idéal pour la plongée. Or, si certains veulent aider Aman Resorts et Four Seasons Hotels and Resorts à s’implanter dans le pays, beaucoup s’inquiètent du fait que les principaux sites de plongée ne soient déjà trop fréquentés et trop fragiles pour accueillir plus de touristes.
D’autre part, Palau a contacté le groupe sud-coréen Daewoo pour construire une autoroute nationale de 85 kilomètres de long sur la plus grande île du pays (Babeldaob) pour un coût de 150 millions de dollars. Projet au-dessus des moyens de Palaos, lorsque l’on considère que seuls quelque 6 000 personnes habitent cette île[Quand ?]. De plus, le conseil des tribus a ordonné la construction d’une nouvelle capitale pour le pays, à Melekeok,, plus précisément à Ngerulmud, sur l’île de Babeldaob, afin que le pouvoir ne soit plus concentré dans les mains de l’État de Koror.